# Đại học Liverpool
Đại học Liverpool là một trường đại học giảng dạy và nghiên cứu tọa lạc ở thành phố Liverpool, Anh. Đó là một thành viên của Nhóm Russell của các trường đại học nghiên cứu chuyên sâu lớn và Nhóm N8 cho sự hợp tác nghiên cứu. Được thành lập vào năm 1881 (là một universit college) cũng là một trong sáu trường đại học dân sự "gạch đỏ" ban đầu. Trường này có tám người đoạt Giải Nobel và cung cấp hơn 230 khóa học văn bằng đầu tiên trên 103 môn học. Nó có doanh thu hàng năm 340 triệu bảng Anh, bao gồm 123 triệu bảng Anh cho nghiên cứu.
Trường đại học này được thành lập vào năm 1881 với tên Đại học Liverpool, tiếp nhận các sinh viên đầu tiên của nó vào năm 1882. Năm 1884, nó trở thành một phần của trường Đại học liên bang Victoria. Năm 1894 Oliver Lodge, một giáo sư tại trường Đại học, thực hiện truyền tải radio công cộng đầu tiên trên thế giới và hai năm sau đó đã thực hiện tia X phẫu thuật đầu tiên tại Vương quốc Anh. Báo Đại học Liverpool được thành lập vào năm 1899, là tờ báo đại học cổ thứ ba ở Anh. Học sinh trong giai đoạn này đã được trao bằng bên ngoài trường Đại học London.
Sau khi Hiến chương Hoàng gia và Đạo luật của Quốc hội năm 1903, nó đã trở thành một trường đại học độc lập với quyền trao văn bằng riêng của mình gọi là trường Đại học Liverpool. Những năm tiếp theo phát triển tại trường đại học, bao gồm phát hiện của Sir Charles Sherrington về các khớp thần kinh và giáo sư William Blair-Bell làm việc hóa trị trong điều trị ung thư. Trong những năm 1930 đến năm 1940 giáo sư Sir James Chadwick và Sir Joseph Rotblat, đã có những đóng góp lớn cho sự phát triển của quả bom nguyên tử. Từ năm 1943 - 1966, Giáo sư vi trùng là Allan Downie đã tham gia vào sự diệt trừ bệnh đậu mùa.
Năm 1994, các trường đại học là thành viên sáng lập của Nhóm Russell, một sự hợp tác của hai mươi hàng đầu các trường đại học nghiên cứu chuyên sâu, cũng như một thành viên sáng lập của Tập đoàn năm 2004 N8. Trong các nhà vật lý thế kỷ 21, các kỹ sư và kỹ thuật viên từ các trường Đại học Liverpool đã tham gia trong xây dựng Large Hadron Collider tại CERN, làm việc trên hai trong bốn máy dò trong LHC.